# Madeleine Wymbs
Marie Madeleine Wymbs, née le 18 mai 1844 à Paris (ancien 2e arrondissement) et morte en février 1925 à Aix-en-Provence, est une peintre de paysages et de portraits du XIXe siècle.

## Biographie
Madeleine Wymbs, née à Paris, est élève de Leboucher et de Flandrin,. Elle débute au Salon en 1869. Son atelier est au 22, rue Cambon. Elle épouse en 1884 un militaire, Charles Lowenski Fisson-Jaubert d'Aubry de Puymorin.